# Частен професионален колеж „Омега“
Професионален частен европейски колеж по иновативни технологии е  колеж, основан в Пловдив. Колежът е лицензиран от МОН (Заповед РД14-40/25.05.2018 г. на Министъра на МОН за 4-та степен на професионална квалификация) и НАПОО (Лицензия № 200712430) за втора и трета степен на професионална квалификация.
Девизът на колежа е „Сподели идеите си, реализирай мечтите си!“.

## История
Частен професионален колеж „Омега“ в Пловдив е основан през 2006 г. със Заповед № РД 14 – 153/17.07.2006 г., изменена със Заповед № РД 14 – 89/18.05.2007 г. и Заповед РД14-40/25.05.2018 г.
Впоследствие името му е променено на Професионален частен европейски колеж по иновативни технологии.

## Филиали
Колежът се намира в Пловдив, на територията на „Пловдив Тех Парк“, 4023 гр. Пловдив, ул. „Вълко Шопов“ 14.

## Материална база
Частен професионален колеж „Омега" – Пловдив разполага с материално-техническа база с площ 1500 m², в която са поместени:
- 3 аули с общ брой 160 места с мултимедиен прожектор;
- 5 семинарни зали, всяка разполага с 20 места;
- 1 архитектурно ателие с 10 работни места, оборудвани със стативи за рисуване;
- 2 компютърни зали с 20 работни места;[2]

## Курсов център
Курсовият център е самостоятелно звено от структурата на колеж „Омега". Дейността си стартира със създаването на колежа през 2006 г.

## Специалности
| Специалности          | Професия                        | Форма на обучение | Продължителност на обучението | Степен на професионална квалификация |
| --------------------- | ------------------------------- | ----------------- | ----------------------------- | ------------------------------------ |
| Електронна търговия   | Организатор интернет приложения | Дневна            | 2 години                      | III степен                           |
| Системно програмиране | Системен програмист             | Дневна            | 2 години                      | III степен                           |
| Компютърни мрежи      | Техник на компютърни мрежи      | Дневна            | 2 години                      | III степен                           |
| Интериорен дизайн     | Дизайнер                        | Дневна            | 2 години                      | III степен                           |
| Текстообработване     | Оператор на компютър            | Дневна            | 2 години                      | III степен                           |
| Графичен дизайн       | Графичен дизайнер               | Дневна            | 2 години                      | III степен                           |
| Компютърни мрежи      | Проектант компютърни мрежи      | Дневна            | 2 години                      | IV степен                            |